# Kabupaten Mamberamo Raya
Kabupaten Mamberamo Raya (engelska: Mamberamo Raya Regency) är ett kabupaten i Indonesien.   Det ligger i provinsen Papua, i den östra delen av landet, 3 500 km öster om huvudstaden Jakarta. Antalet invånare är 18 365. Arean är 23 814 kvadratkilometer.
Terrängen i Kabupaten Mamberamo Raya är varierad.